# Debovo, Plevna
Debovo (în bulgară Дебово) este un sat în comuna Nikopol, regiunea Plevna, Bulgaria. 
Satul a fost locuit de români.

## Demografie
Componența etnică a satului Debovo
     Romi (4,25%)
     Turci (13,94%)
     Bulgari (80,61%)
     Nicio identificare (1,19%)
La recensământul din 2011, populația satului Debovo era de 588 locuitori. Din punct de vedere etnic, majoritatea locuitorilor (80,61%) erau bulgari, existând și minorități de turci (13,94%) și romi (4,25%). Pentru 1,19% din locuitori nu este cunoscută apartenența etnică.